# Entolomataceae
Entolomataceae Kotl. & Pouzar 1972 è una famiglia dell'ordine Agaricales.
A questa famiglia appartengono specie dalle spore color rosa di intensità più o meno variabile.

## Tassonomia

### Generi
I generi della famiglia sono seguenti.
- Calliderma
- Clitopilopsis
- Clitopilus
- Entocybe
- Entoloma
- Richoniella
- Rhodocybe
- Rhodocybella
- Rhodogaster

### Sinonimi
- Rhodophyllaceae Singer, 1951

## Distribuzione
La famiglia ha una distribuzione cosmopolita e le specie sono comuni sia nei climi temperati che tropicali.

## Galleria d'immagini

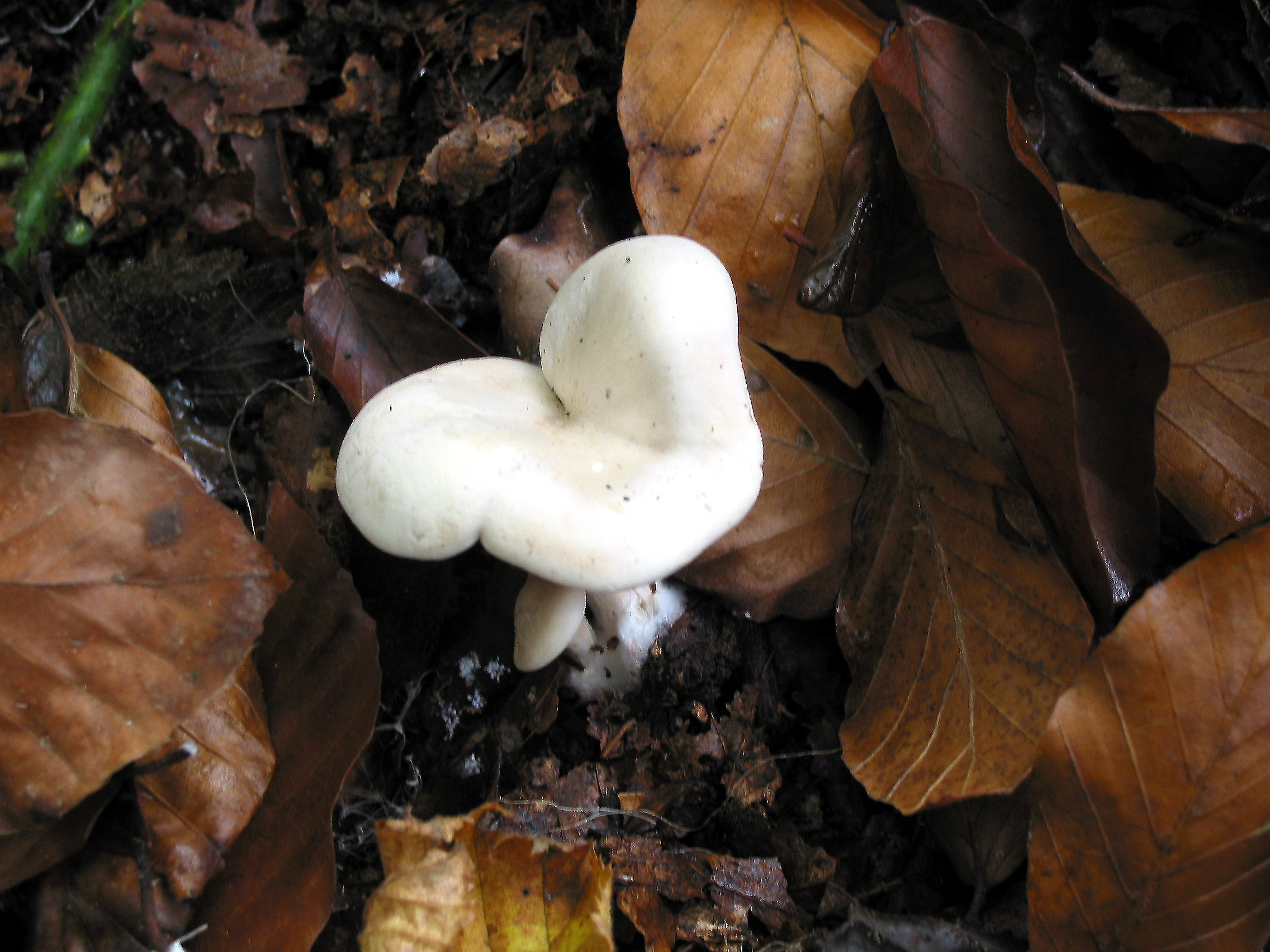
Clitopilus prunulus
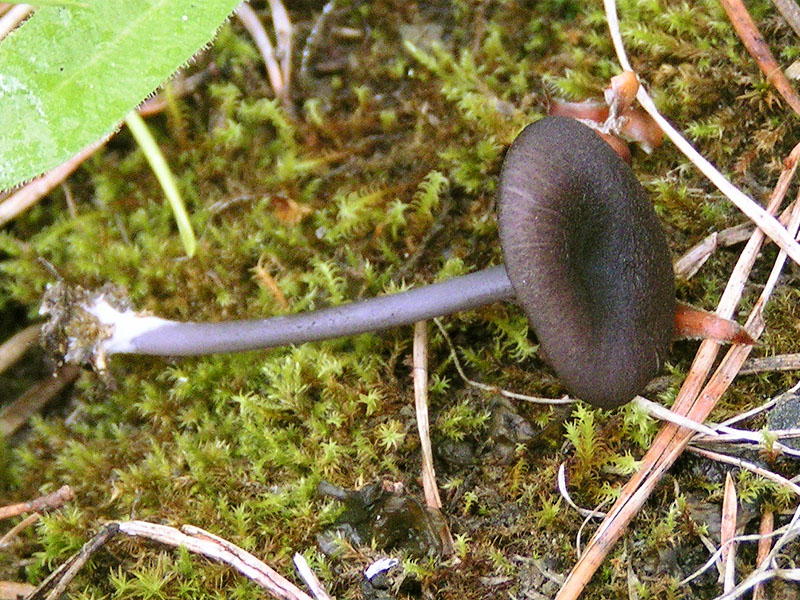
Entoloma mougeotii
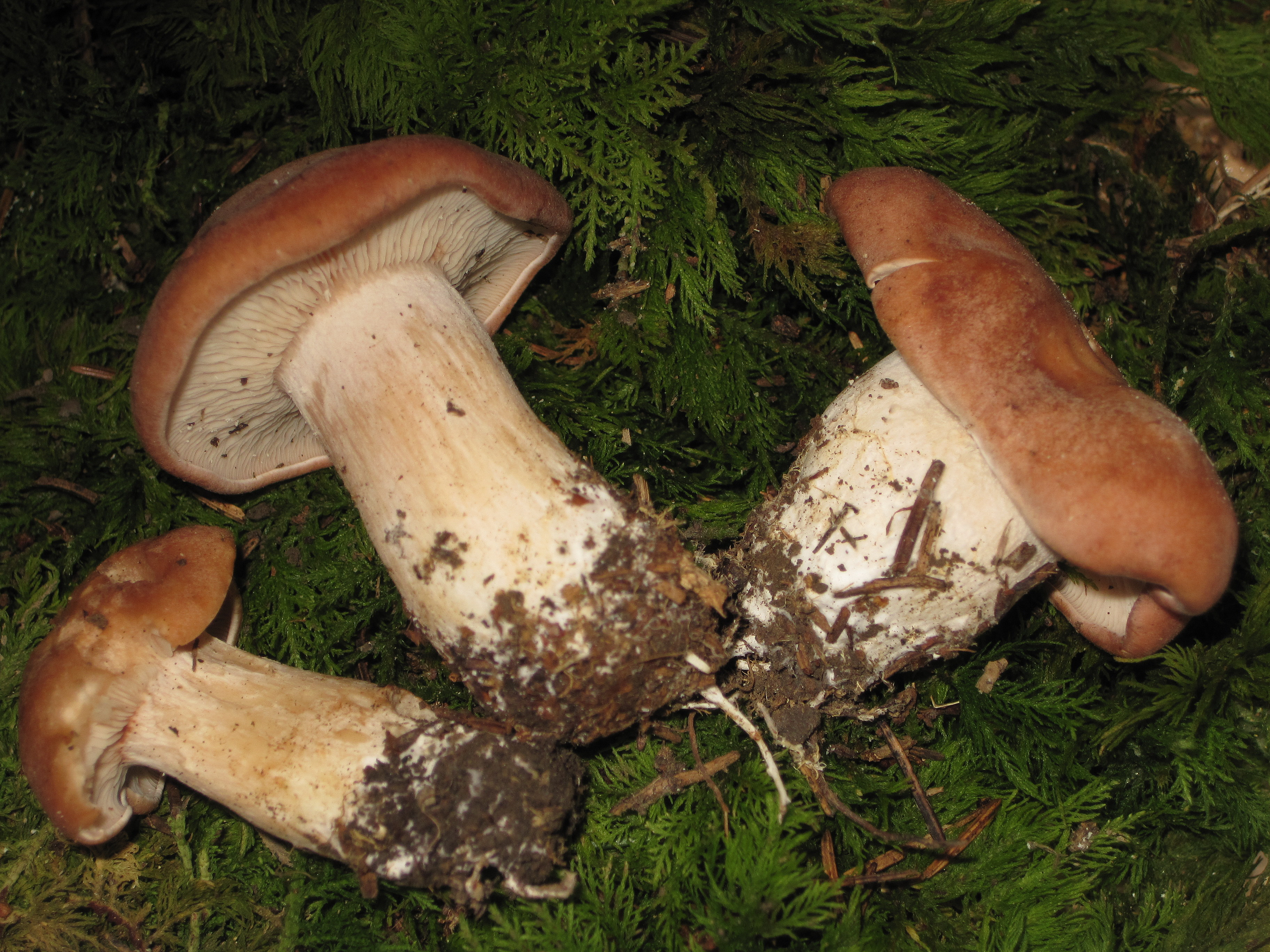
Rhodocybe gemina